# James Barrett
James Barrett (Concord, Massachusetts 31 de julio de 1710-11 de abril de 1779) fue coronel en la milicia de Concord durante las batallas de Lexington y Concord, que comenzó la Guerra de Independencia de los Estados Unidos. Su granja era el lugar de almacenamiento de toda la ciudad de pólvora de la milicia de Concord, armas, y dos pares de preciados cañones de bronce, según la secreta inteligencia británica.
En la mañana del 19 de abril de 1775, el General Thomas Gage ordenó a los regulares británicos que marcharan desde Boston a la ciudad de Concord, a unos 32 kilómetros tierra adentro, y tomaran los cañones y atacaran el arsenal en la granja provincial. Los británicos encontraron resistencia tanto en Lexington como en Concord. Antes de que los británicos llegaran y registraran, las tiendas habían sido escondidas en un campo cercano, y los británicos nunca las encontraron. Está enterrado en Old Hill Burying Ground, Concord, Massachusetts.